# Нептуний-237
Непту́ний-237 — радиоактивный нуклид химического элемента нептуния с атомным номером 93 и массовым числом 237. Наиболее долгоживущий изотоп нептуния, период полураспада 2,144(7)⋅106 лет. Был открыт в 1942 году Гленном Сиборгом и Артуром Валем в результате бомбардировки урана-238 нейтронами:
{\displaystyle \mathrm {^{238}_{92}U} (\mathrm {n} ,\mathrm {2n} )\mathrm {^{237}_{92}U} \ {\xrightarrow[{6,75\ \mathrm {d} }]{\beta ^{-}\ 518,6\ \mathrm {keV} }}\ \mathrm {^{237}_{93}Np} .}
Период полураспада этого нуклида мал по сравнению с возрастом Земли, поэтому в природных минералах нептуний встречается лишь в ничтожных количествах; первичный (существовавший в момент образования Земли) нептуний-237 давно распался, и в настоящее время в природе существует лишь радиогенный нептуний. Источником изотопов нептуния в природе являются ядерные реакции, протекающие в урановых рудах под воздействием нейтронов космического излучения и спонтанного деления урана-238. Максимальное соотношение 237Np к урану в природе составляет 1,2⋅10−12.
Является родоначальником вымершего радиоактивного семейства 4n+1, называемого рядом нептуния; все члены этого семейства (кроме предпоследнего, висмута-209) давно распались (самый долгоживущий среди них — уран-233 имеет период полураспада 159 тыс. лет).
Активность одного грамма этого нуклида составляет приблизительно 26,03 МБк.

## Образование и распад
Нептуний-237 образуется в результате следующих распадов:
- β−-распад нуклида 237U (период полураспада составляет 6,75(1)[2] суток):

{\displaystyle \mathrm {^{237}_{92}U} \rightarrow \,\mathrm {^{237}_{93}Np} +e^{-}+{\bar {\nu }}_{e};}
- Осуществление e-захвата нуклидом 237Pu (период полураспада составляет 45,2(1)[2] суток):

{\displaystyle \mathrm {^{237}_{94}Pu} +e^{-}\rightarrow \,\mathrm {^{237}_{93}Np} +\nu _{e};}
- α-распад нуклида 241Am (период полураспада составляет 432,2(7)[2] лет):

{\displaystyle \mathrm {^{241}_{95}Am} \rightarrow \,\mathrm {^{237}_{93}Np} +\mathrm {^{4}_{2}He} .}
Из возможных каналов распада нептуния-237 экспериментально обнаружен только α-распад в 233Pa (вероятность 100 %, энергия распада 4958,3(12) кэВ):
{\displaystyle \mathrm {^{237}_{93}Np} \rightarrow \,\mathrm {^{233}_{91}Pa} +\mathrm {^{4}_{2}He} .}
Спектр испускаемых при распаде α-частиц является сложным и состоит из более чем 20 моноэнергетических линий, наиболее вероятны каналы распада с энергиями альфа-частиц 4788,0, 4771,4 и 4766,5 кэВ (соответствующие вероятности 47,64 %, 23,2 %, 9,3 %). Распад также сопровождается излучением гамма-квантов (и конверсионных электронов) с энергиями от 5,5 до 279,7 кэВ (наиболее характерны линии 29,37 и 86,48 кэВ с соответствующими вероятностями 14,12 % и 12,4 %) и квантов рентгеновского излучения дочерним 233Pa.

### Другие каналы распада
Спонтанное деление теоретически возможно, но в эксперименте не наблюдалось (вероятность ≤ 2⋅10−10 %). То же относится и к кластерному распаду; экспериментально установленное верхнее ограничение на вероятность кластерного распада с вылетом ядра 30Mg по реакции
{\displaystyle \mathrm {^{237}_{93}Np} \rightarrow \,\mathrm {^{207}_{81}Tl} +\mathrm {^{30}_{12}Mg} }
составляет ≤4⋅10−12 %.

## Получение
Нептуний-237 образуется в урановых реакторах в результате той же реакции, которая привела к открытию данного нуклида. Содержание 237Np в облученном урановом топливе составляет примерно 500 г на тонну урана, или 0,05%. При использовании уранового топлива, обогащенного изотопами 235U и 236U, нептуний-237 образуется преимущественно по следующей ядерной реакции:
{\displaystyle \mathrm {^{235}_{92}U} (\mathrm {n} ,\gamma )\mathrm {^{236}_{92}U} (\mathrm {n} ,\gamma )\mathrm {^{237}_{92}U} \ {\xrightarrow[{6,75\ d}]{\beta ^{-}\ 518,6\ keV}}\ \mathrm {^{237}_{93}Np} .}
Таким образом, основным сырьем для получения нептуния являются отходы плутониевого производства, получаемые при переработке облученного уранового топлива.
Нептуний-237 высокой чистоты получают из препаратов америция-241.
Выделение изотопов нептуния осуществляется осаждением, ионным обменом, экстракцией и экстракционно-хроматографическим методом.

## Применение
Путём облучения нейтронами нептуния-237 получают весовые количества изотопно чистого плутония-238, который используется в малогабаритных радиоизотопных источниках энергии (например, в РИТЭГах, кардиостимуляторах).